# 左卫民
左卫民，中华人民共和国教育部长江学者特聘教授，四川大学法学院院长、教授，主要从事实证法律研究、诉讼法学、司法制度等方面的研究。

## 兼职
- 中国法学会理事
- 中国刑事诉讼法学研究会副会长

## 著作
- 《现实与理想：关于中国刑事诉讼的思考》
- 《刑事诉讼的中国图景》
- 《刑事诉讼运行机制实证研究》
- 《中国基层纠纷解决研究》